# Attentati di Mumbai dell'11 luglio 2006
Gli attentati di Mumbai dell'11 luglio 2006 furono una serie di attacchi terroristici sferrati nella città indiana su treni di linea della Western Railway e che provocarono 209 morti e 714 feriti.
Gli attentati, mai rivendicati, ebbero luogo nell'ora di punta, quando i treni trasportano 4 500 000 persone dentro e fuori la capitale economica della nazione.

## Storia
La prima esplosione si verifica alle 18.09 nella stazione di Khar, nei vagoni di prima classe. Nel giro di 20 minuti ne seguono altre cinque, a Jogeshwarii, Borivili, Mira Road, Matunga e Bandra.
Una settima esplosione si verifica nella metropolitana, all'altezza di Santacruz. I soccorsi sono difficoltosi, oltre che per il caos, anche per la forte pioggia che cade su Mumbai. Tutti i treni colpiti erano partiti dalla stazione di Churchgate, perciò si ritiene possibile che i terroristi abbiano piazzato lì gli ordigni per azionarli poi a distanza o con dei timer. L'esplosivo utilizzato pare essere l'RDX, ma sono ancora in corso accertamenti. Dopo le esplosioni la città è rimasta completamente paralizzata, con la rete telefonica, sia fissa che mobile, che ha completamente smesso di funzionare. Il governo si riunisce subito per una seduta d'emergenza, mentre ai cittadini viene imposto di non abbandonare le case. Viene proclamata l'emergenza e tutti i punti più sensibili della nazione sono tenuti sotto stretto controllo nel timore di altri attacchi. Contemporaneamente la stessa misura per prudenza viene presa anche dalla città di New York. Le forze di sicurezza indiane scovano e disinnescano un altro ordigno.
Nella notte la polizia riviene in tre delle stazioni colpite congegni (due timer e tre detonatori) usati per gli attentati. Il ministro degli interni indiano Shivarj Patil ha dichiarato ai giornalisti che le autorità avevano informazioni su un possibile attacco, "ma luogo e data non erano noti". Il governo indiano è stato duramente criticato per l'accaduto dall'opposizione, soprattutto dai nazionalisti indù del Bharatiya Janata Party (BJP), il cui leader L.K. Advani denuncia l'"atteggiamento troppo debole nella lotta contro i terroristi". Le bombe erano ad alto potenziale, tanto che sono state udite a chilometri di distanza, e sarebbero state lasciate negli uffici bagagli. Secondo fonti del ministero dell'Interno l'attentato non avrebbe collegamenti con altre bombe esplose nella stessa giornata in Kashmir, ma potrebbero essere legate alle elezioni che erano in corso nell'Azad Kashmir, zona di quella regione controllata dal Pakistan.
Nei giorni successivi all'attentato la polizia interroga fra le 250 e le 300 persone, di cui 20 sono sottoposte a fermo. Nella mattina del 13 luglio in una stazione di Bombay quattro giovani vengono arrestati per comportamento sospetto: avrebbero tentato di disfarsi delle loro borse alla vista degli agenti. La città di Mumbai ha reagito con forza e civiltà all'attentato: non c'è stato nessuno sciopero o manifestazione, scuole, negozi ed uffici sono rimasti aperti.
Molte persone, sia induisti che musulmani, si recarono presso gli ospedali per poter donare sangue da destinare alla cura dei feriti. La linea ferroviaria è stata rapidamente riavviata e la popolazione è stata rassicurata dal premier Singh: "Ci adopereremo per sconfiggere i piani diabolici dei terroristi. Non lasceremo che riescano (...)  Il governo adotterà tutte le misure possibili per mantenere l'ordine pubblico e sconfiggere le forze del terrorismo (...) Invito la gente a restare calma, a non ascoltare le voci incontrollate e a dedicarsi alle proprie attività normalmente". Il ministro delle Ferrovie, Lalu Prasad, ha promesso invece un adeguato risarcimento alle vittime.

## I sospetti
Nelle ore successive all'attacco viene diffusa la notizia che la polizia abbia arrestato un uomo, Mohamed Afzal, che avrebbe confessato di aver partecipato agli attentati e di appartenere al gruppo terrorista dei Larkash-e-Taiba, il principale gruppo islamico separatista del Kashmir, legato ad al-Qāʿida. Il gruppo è stato responsabile già in passato di numerosi attacchi sul territorio indiano, fra cui uno al parlamento indiano nel 2001 e bombe al mercato di Nuova Delhi nell'ottobre 2005. Altre sei persone sono fermate proprio nel Kashmir. Da parte sua l'organizzazione, tramite il portavoce Abdullah Ghaznavi, nega però ogni addebito, condannando anzi gli attentati: "questi sono atti inumani e barbari. L'Islam non permette l'uccisione di una persona innocente. Indicare come responsabili di questi atti inumani il Lakshar-i-Taiba rappresenta un tentativo delle agenzie di sicurezza indiane di diffamare la lotta per la libertà in Jammu e Kashmir".
Anche il secondo gruppo separatista più importante, l'Hezb-ul-Mujaheddin, smentisce ogni coinvolgimento: "Gli attacchi contro civili non fanno parte del nostro programma politico. Noi non abbiamo mai fatti simili attacchi né permetteremmo a chicchessia di farlo" (il portavoce Ehsan Elahi). La polizia e i servizi segreti continuano però a seguire la pista della guerriglia islamica, in quanto, secondo il ministro Patil, ci sono delle somiglianze con le tecniche usate solitamente dagli indipendentisti, principalmente la scelta di esplosioni a catena. Il 13 luglio il Ministero dell'Interno indica il coinvolgimento dello Students' Islamic Movement of India, che si sarebbe occupato dell'aspetto logistico dell'attacco.
Nemmeno le circostanze di questo episodio però sono chiare, tanto che i militanti di estrema destra ne hanno accusato i musulmani. Secondo fonti anonime della polizia, riportate dal quotidiano Indian Express, "dietro l'operazione terroristica a Bombay così ben coordinata e ben preparata c'è un'importante potenza". La polizia avrebbe identificato e sta ricercando due uomini che avrebbero collocato gli ordigni nella stazione di Borivili. Esisterebbe l'identikit di uno dei due: un ragazzo che avrebbe collocato la bomba per scendere poi molto frettolosamente dal treno.
In ogni caso Abu al-Haaded, presunto responsabile di al-Qāʿida in Kashmir ha detto a Current News Service: "Esprimiamo la nostra gratitudine e felicità a chiunque abbia compiuto gli attacchi". Altre piste, finora non battute dalle autorità, portano a scontri fra diversi gruppi indù, dopo gli scontri di qualche giorno prima a Bénarès (nord dell'India). Proprio due giorni prima a Mumbai si era svolta una manifestazione - finita in violenti scontri con la polizia - a causa dalla profanazione della statua della moglie del fondatore del partito indù Shiv Sena.

## Le reazioni nel mondo
Da tutto il mondo sono giunte forti condanne all'accaduto, anche da parte del Pakistan, in lotta con l'India dal 1947 per il controllo del Kashmir: il presidente pakistano Pervez Musharraf ha parlato di "spregevole atto di terrorismo". Una nota del Ministero degli esteri pakistano recita: "Il terrorismo è il flagello dei nostri tempi e deve essere condannato, respinto e affrontato in modo efficace e globale. Questo spregevole atto di terrorismo è costato la perdita di moltissime vite preziose".
Secondo Sean McCormacj, capo portavoce del Dipartimento di Stato Usa, "si tratta di insensati atti di violenza, intesi a colpire persone innocenti che stavano tornando a casa in treno come ogni giorno, è una terribile tragedia per l'India". George W. Bush ha in seguito espresso il suo apprezzamento per l'impegno dell'India nella lotta al terrorismo. Il presidente della Repubblica Italiana Giorgio Napolitano, ha inviato ad Avul Pakir Jainulabedeen Abdul Kalam, presidente indiano, il seguente messaggio: "In questo doloroso momento, l'Italia è particolarmente vicina al suo Paese, cui è legata da vincoli di solidarietà ed amicizia e con il quale condivide il più fermo rifiuto del terrorismo. A nome del popolo italiano e mio personale, l'espressione del più profondo e sentito cordoglio, di cui la prego di volersi rendere interprete anche con le famiglie delle vittime".
Anche il vicepremier e Ministro degli esteri italiano Massimo D'Alema ha inviato una lettera di cordoglio al premier indiano Manmohan Singh: "Desidero farle pervenire il profondo cordoglio e la mia personale partecipazione al lutto che ha colpito l'India a seguito degli attentati avvenuti nella città di Mumbai, che hanno provocato gravissime perdite di vite umane e ingenti danni materiali. A nome del mio Governo e di tutti gli italiani vorrei esprimerle la più sincera solidarietà, unitamente alla più ferma condanna per questi atti di inumana violenza, che rafforzano il fermo proposito della Comunità internazionale di agire con la massima determinazione nella lotta contro il terrorismo". Il presidente francese Jacques Chirac ha espresso indignazione, mentre il responsabile esteri dell'Unione europea Javier Solana si è detto "scioccato".
Tony Blair ha espresso solidarietà alla "più grande democrazia del pianeta". Kofi Annan si è detto "inorridito", mentre il portavoce dell'ONU Stephane Dujarric ha dichiarato: "Questi atti non possono essere giustificati da alcuna rivendicazione servono solo a riaffermare che il terrorismo rappresenta una delle più gravi minacce alla pace e alla sicurezza e ad accrescere l'urgenza di un'azione coordinata tra tutti i Paesi per sconfiggere il terrorismo".
Papa Benedetto XVI ha inviato tramite il cardinale Angelo Sodano un telegramma alle autorità religiose indiane, in cui definisce l'attentato un "'atto insensato contro l'umanita" e promette preghiere e vicinanza spirituale per le vittime e le loro famiglie ("sui numerosi feriti invoca il dono della forza, della consolazione e del conforto"). La Conferenza episcopale indiana, tramtite il portavoce, padre Babu Joseph, "condanna l'attacco compiuto con delle bombe esplose in serie che ha colpito Mumbai, ucciso diverse dozzine di persone e ferito le persone innocenti che viaggiavano sui treni locali. (...) Denunciamo con forza gli attentati che hanno causato così tanto danno e panico fra la popolazione".
Ad AsiaNews il reggente della diocesi di Mumbai, mons. Bosco Penha (che dirige la comunità in sostituzione dell'arcivescovo Ivan Dias): "Appena ho avuto notizia dell'accaduto – racconta il presule – ho offerto delle preghiere per la popolazione e questa mattina ho celebrato messa, pregando in maniera particolare che tramite l'eucaristia, sacramento di guarigione, Egli possa guarire le ferite fisiche ed emotive della popolazione traumatizzata. Anche adesso, sono costantemente in preghiera per Mumbai e la sua gente." Doplhy D'Souza, presidente del Bombay Catholic Sabha, ossia l'organizzazione di laici cattolici della città, chiede di "dare la caccia alle miserabili bestie, una macchia dell'umanità, che hanno commesso tali orrendi crimini".
La All India Catholic Union si è detta "vicina al cuore di coloro che soffrono e di coloro che piangono una perdita". Per il suo presidente, John Dayal, "il bersaglio innocente di questi atti criminali è stato scelto per creare tensioni e distanze fra le diverse comunità del Paese. Sappiamo per esperienza che le forze oscure del fanatismo si rafforzano solo se riescono a seminare odio ed intolleranza, ma la nazione ha la forza per unirsi e sconfiggerli, in ogni loro forma".  Per il consigliere regionale della Toscana Severino Saccardi (DS) "la nostra mentalità eurocentrica ci impedirà, forse, di realizzare fino in fondo la gravità di quel che è successo a Bombay. Si ripete là quel che già si è verificato ad Atocha, a Londra, a Sharm-El-Sheikh, sulla scia dell'infausto 11 settembre legato alla distruzione delle Twin Towers".